# ゲット・フィジカル・ミュージック
ゲット・フィジカル・ミュージック(Get Physical Music) はドイツにあるレコードレーベル。
テクノの楽曲をリリースをしている。主催者のM.A.N.D.YをはじめElektrochemieやBooka Shade等のリリースが多数あり、Ellen AllienやJames HoldenなどのDJもGet Physical の楽曲を好んでプレイする。